# Puerto Natales
Puerto Natales är en ort i Chile.   Den ligger i regionen Región de Magallanes y de la Antártica Chilena, i den södra delen av landet, 2 000 km söder om huvudstaden Santiago de Chile. Puerto Natales ligger 28 meter över havet och antalet invånare är 20 000.
Terrängen runt Puerto Natales är platt åt sydväst, men åt nordost är den kuperad. Havet är nära Puerto Natales åt sydväst. Det finns inga andra samhällen i närheten. 
Omgivningarna runt Puerto Natales är i huvudsak ett öppet busklandskap. Trakten runt Puerto Natales är nära nog obefolkad, med mindre än två invånare per kvadratkilometer.